# Dream Syndicate
Ne doit pas être confondu avec The Dream Syndicate.
Dream Syndicate est un groupe américain de pop rock et neo-psychedelia formé en 1981 à Los Angeles. 
Le nom du groupe est choisi d'après le nom d'un album de musique répétitive de Tony Conrad Outside the dream syndicate. Dream Syndicate est l'une des têtes de file du mouvement Paisley Underground qui renoue avec le psychédélisme dans les années 1980.

## Historique
Fortement influencé par The Velvet Underground, leur premier album The Days Of Wine and Roses, très remarqué par la critique, mêle mélodies pop et larsen de guitare. Par la suite, le groupe s'inspire davantage du folk rock de Neil Young. Le groupe se sépare en 1989. Le chanteur Steve Wynn se lance dans une carrière solo et publie plusieurs albums.
En 2012, le groupe se reforme autour de Steve Wynn et donne des concerts durant les années suivantes aux États-Unis et dans différents pays (Mexique, Italie, Belgique...).

## Membres du groupe
- Steve Wynn, chant, guitare
- Karl Precoda, guitare
- Kendra Smith, basse
- Dennis Duck, batterie
- Dave Provost, basse, à partir de 1983
- Tom Zvoncheck, claviers
- Mark Walton, basse, à partir de 1984
- Paul B. Cutler, guitare à partir de 1988
- Jason Victor guitare

## Discographie

### Albums studio
- 1982 - The Days Before Wine and Roses
- 1984 - Medecine Show
- 1986 - Out of the Grey
- 1988 - Ghost Stories
- 2017 - How Do I Find Myself Here?
- 2019 - These Times
- 2020 - The Universe Inside
- 2022 - Ultraviolet Battle Hymns and True Confessions

### Compilations et Albums en concert
- 1984 - This Is Not the New Dream Syndicate Album... Live! (Performance enregistrée le 7/07/1984 sur la station de radio américaine WXRT/93.1 FM à Chicago)
- 1988 - Live at Raji's (Performance enregistrée le 31 janvier 1988 au Raji's Club à Hollywood)
- 1992 - Tell Me When It's Over: The Best of The Dream Syndicate 1982-1988 (Compilation)
- 1993 - 3½ (The Lost Tapes: 1985-1988) (Compilation)
- 1994 - The Day Before Wine and Roses: Live at KPFK, September 5, 1982
- 2021 - What Can I Say? No Regrets... (Coffret 3CD inclus l'album original "Out of the Grey" + inédits, démos, live, reprises,...)